# Aurel (dessinateur)
Pour les articles homonymes, voir Aurel et Froment.
Aurel (de son vrai nom Aurélien Froment) est un réalisateur, dessinateur de presse et auteur de bande dessinée français né  le 31 mai 1980.

## Biographie
Aurélien Froment commence puis abandonne des études scientifiques en biochimie pour exercer en tant que dessinateur dans la presse locale. Il débute dans le quotidien L'Hérault du jour, pour lequel il réalise plusieurs années durant des croquis d'audience lors des procès d'assises.

## Activités

### Dessin d'actualité et illustration
En dessin de presse, Aurel travaille pour le quotidien Le Monde et l'hebdomadaire Politis. Ses dessins illustrent aussi le mensuel de critique sociale CQFD. Il dessine pour Le Canard enchaîné depuis 2015. Il a également travaillé pour Marianne (de 2003 à 2011) ainsi que pour Yahoo! Actualités, en alternance avec Chappatte (de 2011 à 2015). 	
Aurel a dessiné plusieurs années pour Jazz Magazine et a publié des albums de bande dessinée faisant partie de coffrets CD/BD ayant pour thème le jazz, distribués par le label discographique Nocturne. Il a aussi été graphiste pour les groupes Massilia Sound System et Oai Star et a illustré en 2015 les pochettes de disque de l'album Myriad Road de Natacha Atlas et Ça Fromet ! de Frédéric Fromet.

### Reportage dessiné
En 2014, Aurel tire de plusieurs reportages réalisés en Algérie et en Espagne une fiction en BD, Clandestino, publiée aux éditions Glénat.

### Bande dessinée
Auteur de plusieurs bandes dessinées relatives au monde politique, Aurel publie en 2019 un opus intitulé Fanette (Éditions Rouquemoute) grâce à un financement participatif. Elle traite de la montée de l'écologisme.
Il sort également à l'automne 2021 Singes chez Futuropolis, où il raconte et met en scène ces animaux et des échanges avec nombre de spécialistes des primates,,,.
En 2023, il sort Les 3 vies d’Arminé, album dessiné pour raconter le voyage initiatique en Arménie de Fred Burguière,,,.
Aurel publie chez Futuropolis dans la nouvelle collection de format court "Paroles" un 32 pages témoignant de son expérience et son analyse du dessin de presse après l'attentat contre Charlie Hebdo de 2015 ,,,.
En 2025, Aurel fait paraître Méditerranée. Histoire d'un continent kaléidoscope, toujours chez Futuropolis, où il tente de comprendre ce qui fait l'unité et la diversité du monde méditerranéen à travers à la fois les apports des sciences et des études universitaires, et sa culture familiale méditerranéenne,,. L'album met en scène les entretiens d'Aurel avec des spécialistes : plusieurs historiens (Patrick Boucheron, Guillaume Calafat, Delphine Diaz, M'hamed Oualdi), l'archéologue Guillem Pérez Jordá, ainsi qu'un dialogue imaginaire avec l'esprit tutélaire de Fernand Braudel. Sur un plan plus sensible, il évoque la cuisine méditerranéenne avec Jean Brunelin et imagine le dialogue de trois musiciennes et chanteuses, l'israelienne Yaël Naim, la tunisienne Emel Mathlouthi et l'espagnole Sílvia Pérez Cruz. Une note nettement plus sombre est apportée par le récit d'Omar, un migrant éthiopien qui tente de se réfugier en Europe.

### Cinéma Animation
En 2011, Aurel coréalise le court-métrage d'animation Octobre noir, avec Florence Corre, pour les studios La Fabrique.
En 2016, il entame la production de son premier long-métrage d'animation, produit par Les Films d'Ici Méditerranée sur un scénario de Jean-Louis Milesi. Josep raconte l'histoire de Josep Bartolí, dessinateur et homme politique espagnol, et de son passage dans les camps des Pyrénées-Orientales à la suite de la Retirada. Le film est retenu en sélection officielle du Festival de Cannes 2020 et sort sur les écrans le 30 septembre 2020. Il reçoit un très bel accueil du public et des professionnels.
Multiprimé, Josep figure dans la sélection des Césars 2021 et permet à Aurel de remporter le César du meilleur film d'animation.

## Publications

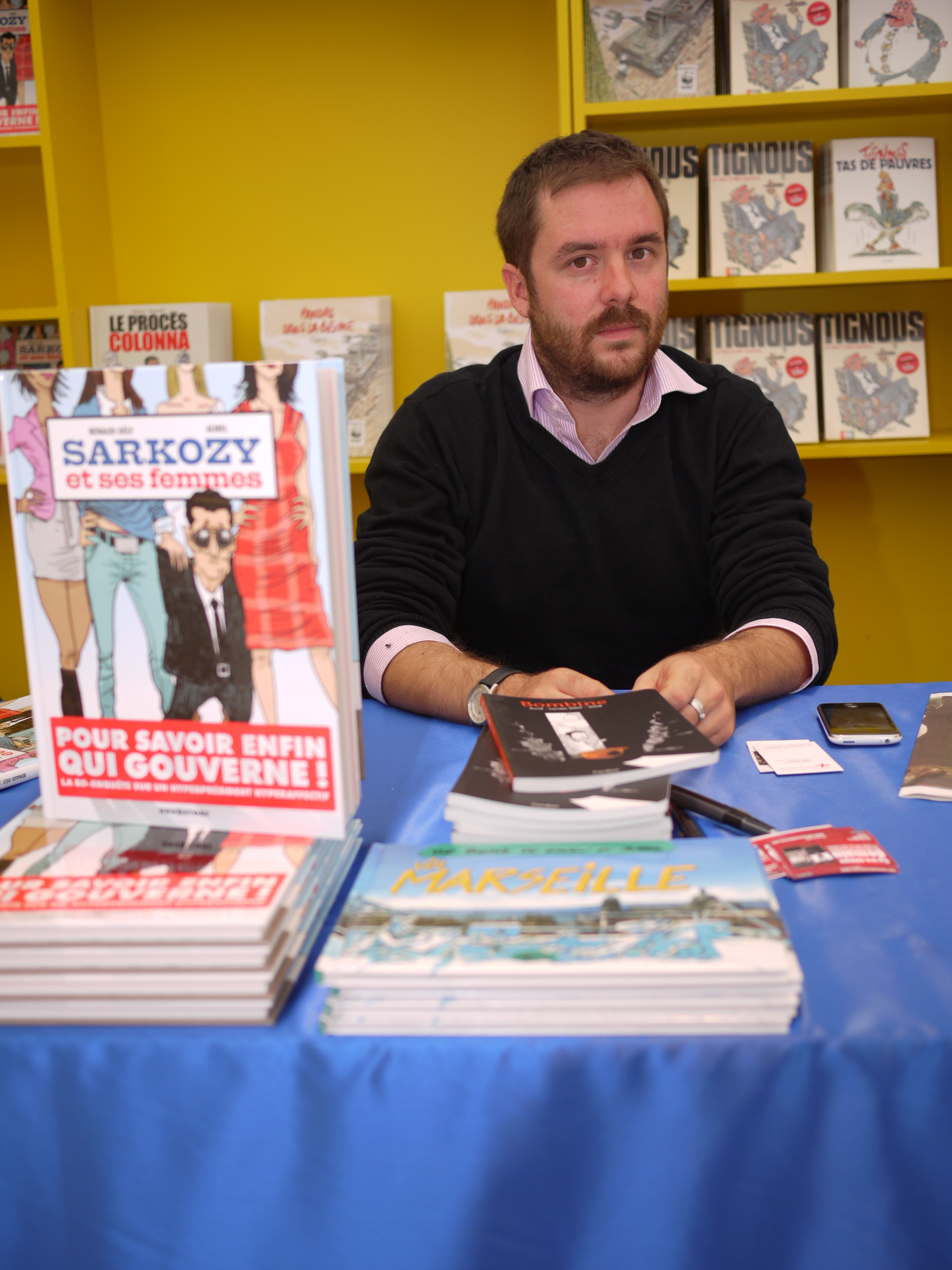
Aurel au festival O'Tour de la Bulle à Montpellier en 9 2010.

### Recueils
- La Droite complexée[33] (présenté par Renaud Dély), éditions Glénat (2015)
- Monde de merde, texte de Renaud Dély, éditions Glénat (2013)
- Le Mari de l'infirmière Éditions Jungle (2013)
- C'est dur d'être de gauche (présenté par Renaud Dély), éditions Glénat (2012)

### Bandes dessinées
- Méditerranée. Histoires d'un continent kaléidoscope, Futuropolis, 2025

- Charlie quand ça leur chante, Futuropolis, collection [paroles] (2025)
- Casti Quand l'État mutile, avec Laura Kotelnikoff-Beart et Antoine Aubry (scénaristes), Éditions Delcourt, 2023[34]
- Les 3 vies d’Arminé, avec Fred Burguière (coscénariste), Éditions de l'Usine, 2023[35]
- Singes, avec Baptiste Morizot (préface), Éditions Futuropolis, 2021
- Josep, avec Jean-Louis Milesi et Audrey Rebmann, Éditions de L'Usine et Les Films d'Ici Méditerranée, 2020[36]
- André-Gilles, Journal de confinement, Éditions de L'Usine (2020)[36]
- Fanette[10], Éditions Rouquemoute (2019)
- Faire la loi[37],[38],[39],[40],[41], scénario Hélène Bekmezian et Patrick Roger, éditions Glénat, 2017
- La Menuiserie - Chronique d'une fermeture annoncée (BD Documentaire) éditions Futuropolis (2015)
- Rase Campagne - La politique vue d'en bas (Scénario de Yan Lindingre)[42], éditions Fluide Glacial (2015)
- Au fil de l'Hérault, éditions L'usine (2014)
- La République des Couacs (texte de Renaud Dély)[43], éditions Glénat (2014)
- Clandestino - Un reportage de Hubert Paris - Envoyé Spécial[8], éditions Glénat (2014)
- Hollande et ses deux femmes (avec Renaud Dély)[44], éditions Glénat (2013)
- Sarkozy et les riches (avec Renaud Dély), éditions Drugstore (2011)
- Sarkozy et ses femmes (avec Renaud Dély), éditions Drugstore (2010)
- My Funny Valentine (avec Carine Fuentes), Nocturne, coffret 2 CD/BD, collection BD Jazz - format à l'italienne (44 p.), vol. 3 (2008)
- Thelonious Monk, Nocturne, coffret 2 CD/BD, collection BD Jazz (24 p.), vol. 21 (2004)
- Django Reinhardt, Nocturne, coffret 2 CD/BD, collection BD Jazz (24 p.), vol. 10 (2003)

### Collectifs
- Bécassine HS4. Hommage à Bécassine (2016)
- Sarko Hebdo T1 - Tout m'est pardonné[45], Steinkis (2016), série écourtée (un seul tome)
- Ça pourrait être pire, éditions Drugstore (2011)
- Ça ira mieux demain, éditions Drugstore (2010)

### Carnets
- Chichourle, éditions Carabas
- Bombine, éditions Carabas

### Livres pour enfants
- Pendant que je dors, éditions Carabas

## Filmographie

### Courts métrages
- 2011 : Octobre noir ou Malek, Saïd, Karim et les autres... - coréalisé avec Florence Corre
- 2022 : Louisette

### Longs métrages
- 2020 : Josep

### Clips vidéos
- 2017 : On part de Magyd Cherfi
- 2024 : La femme du soldat inconnu de Magyd Cherfi

## Distinctions

### Dessin de presse
- Salon international du dessin de presse et d'humour de Saint-Just-le-Martel 2006 : Prix spécial Plumes et goudron[46]
- Salon international du dessin de presse et d'humour de Saint-Just-le-Martel 2012 : Grand prix de l'humour vache[47].
- Prix Presse Citron 2012, remis par l'École Estienne[48]

### Bande dessinée
- Festival international de la BD d'Alger (FIBDA) 2014 : Prix du meilleur album en langue étrangère[49]
- Carrefour de l'image - Aubenas (Ardèche) 2014 : Prix Melouah Moliterni des droits de l'Homme[50]

### Cinéma
- Clap 89 - Sens[Quoi ?] 2012 : Prix du premier film pour Octobre noir[réf. souhaitée]
- Festival Vues d'Afrique de Montréal 2012 : Prix Radio-Canada de la communication interculturelle du meilleur court-métrage pour Octobre noir[51]
- Festival international du film et de la musique de Küstendorf 2013 : Prix de la critique pour Octobre noir[52]
- Festival du film d'animation d'Annecy 2019 : Prix à la diffusion de la Fondation Gan pour le cinéma pour Josep
- Festival Seminci de Valladolid 2020 : meilleur réalisateur (ex æquo) pour Josep[53].

- Prix du cinéma européen 2021 : meilleur film européen d'animation pour Josep[54].
- Prix Louis-Delluc 2021 : meilleur premier film pour Josep[55].
- Prix Lumières 2021 : meilleur film d'animation pour Josep[56].
- Festival de Cannes 2020 : Sélection officielle pour Josep[30].